# Gustaf Lewenhaupt (Reiter, 1879)
Carl Gustaf Sixtensson Lewenhaupt (* 20. August 1879 in Örebro; † 7. August 1962 in Stockholm) war ein schwedischer Springreiter und Moderner Fünfkampfer.

## Karriere
Lewenhaupt nahm bei den Olympischen Spielen 1912 in Stockholm an zwei Disziplinen teil. Im Springreiten gewann er mit der schwedischen Mannschaft die Goldmedaille und belegte im Einzelwettbewerb den neunten Platz. Im Modernen Fünfkampf erreichte er den 17. Rang. Sein jüngerer Bruder Charles Lewenhaupt war ebenfalls Teilnehmer im Springreiten Einzel bei diesen Spielen.
Neben seiner sportlichen Laufbahn war Lewenhaupt Offizier bei den Dragonern der königlichen Leibgarde und erreichte die Dienstgrade Major und Rittmeister. Er diente am königlichen Hof als Kammerherr und war Aide-de-camp des damaligen Kronprinzen Gustav VI. Adolf.
Zu den schwedischen Auszeichnungen, die Lewenhaupt erhielt, zählen der Schwertorden als Ritter von 1923, der Nordstern-Orden als Ritter von 1934 und als Kommandeur von 1941, sowie der Wasaorden als Ritter von 1925. Ausländische Orden umfassen den belgischen Leopoldsorden als Ritter von 1926, den dänischen Dannebrogorden als Ritter von 1915, den preußischen Königlichen Kronenorden als Ritter 4. Klasse von 1908 und den russischen Annenorden als Ritter 3. Klasse von 1909.